# Endasys durangensis
Endasys durangensis là một loài tò vò trong họ Ichneumonidae.